# Bufo spinosus
Crapaud épineux
Espèce
Synonymes
- Bufo bufo spinosus Daudin, 1803
- Bufo vinearum Lesson, 1841
- Platosphus gervais de l'Isle, 1877
- Bufo rubeta var. robustior Lataste in Boscá, 1880
- Pelobates wilsoni Boscá, 1919
- Bufo bufo gredosicola Müller & Hellmich, 1935

Bufo spinosus, le crapaud épineux, est une espèce d'amphibiens de la famille des Bufonidae.

## Répartition
Cette espèce se rencontre sur l'île de Jersey, dans une grande moitié Sud-Ouest de la France (au Sud d'une ligne passant près de Caen jusqu'aux alentours de Lyon), en Espagne, au Portugal, au Maroc, en Algérie et en Tunisie.

## Description
Cette espèce se distingue du crapaud commun (Bufo bufo) par une plus grande taille de l'adulte, des glandes parotoïdes plus volumineuses et, sur le dos et les flancs, des pustules plus abondantes de formes variables, parfois épineuses.

## Taxinomie
Cette espèce a été considérée comme soit synonyme de Bufo bufo soit comme sous-espèce de celle-ci. Elle a été reconnue comme espèce distincte par Schneider et Sinsch en 2004, ce qui a été confirmé par des études phylogénétiques.
Le taxon Bufo spinosus Bocage, 1868 nec Daudin, 1803 est synonyme de Amietophrynus gutturalis (Power, 1927).

## Publication originale
- Daudin, 1803 : Histoire naturelle, générale et particulière des reptiles : ouvrage faisant suite à l'Histoire naturelle générale et particulière, composée par Leclerc de Buffon : et rédigée par C.S. Sonnini, membre de plusieurs sociétés savantes, vol. 8, F. Dufart, Paris, p. 1-439 (texte intégral).